# Galeria Semaan
Galeria Semaan – dawna fabryka mebli i galeria meblarska zlokalizowana w obrębie aglomeracji Bejrutu, w mieście Hazmiyeh.
Fabryka mebli została tu założona w 1951 przez Michela i Francois Semaanów. Zatrudniała około 130 pracowników. W 1959 przemianowana została na La Galerie Semaan. W tym czasie 40% produkcji meblarskiej była eksportowana do innych krajów arabskich. Obecnie galeria specjalizuje się w sprowadzaniu do Libanu mebli z Włoch.
Galeria została spalona już w początkach libańskiej wojny domowej, w 1975. W tym rejonie prowadzona była pod dowództwem Williama Hawiego operacja przeciw Palestyńczykom znana jako Bitwa o hotele. Również w 1981 galeria była miejscem stacjonowania libańskiej armii rządowej. W okresie wojny było to miejsce obsadzane przez snajperów różnych stron, w tym Amal. Akcje te opisuje Oriana Fallaci w powieści Inszallah.